# Erik Lind (jurist)
Erik Valle Lind, född den 17 oktober 1888 i Stockholm, död där den 10 februari 1959, var en svensk jurist, far till Per Lind.
Lind, vars far var jurist, blev juris kandidat vid Uppsala universitet 1912, extra ordinarie notarie i Svea hovrätt samma år, tillförordnad fiskal där 1917, assessor 1919, sekreterare i riksdagens första lagutskott 1920–1921, fiskal 1923, tillförordnad revisionssekreterare 1924, hovrättsråd 1928 och ordinarie revisionssekreterare 1929. Han var justitieråd 1933–1955 och ordförande å avdelning i Högsta domstolen 1953–1955. Lindh var ledamot av lagrådet 1942–1944, sekreterare i Lagberedningen 1924 och ledamot där 1926–1933. Han genomförde studieresor till Danmark, Frankrike och Österrike 1921–1922 och till Haag 1926 samt var juridiskt biträde i kontrollstyrelsen 1927–1933.  Han blev kommendör med stora korset av Nordstjärneorden 1942.